# بلوف (بازی)

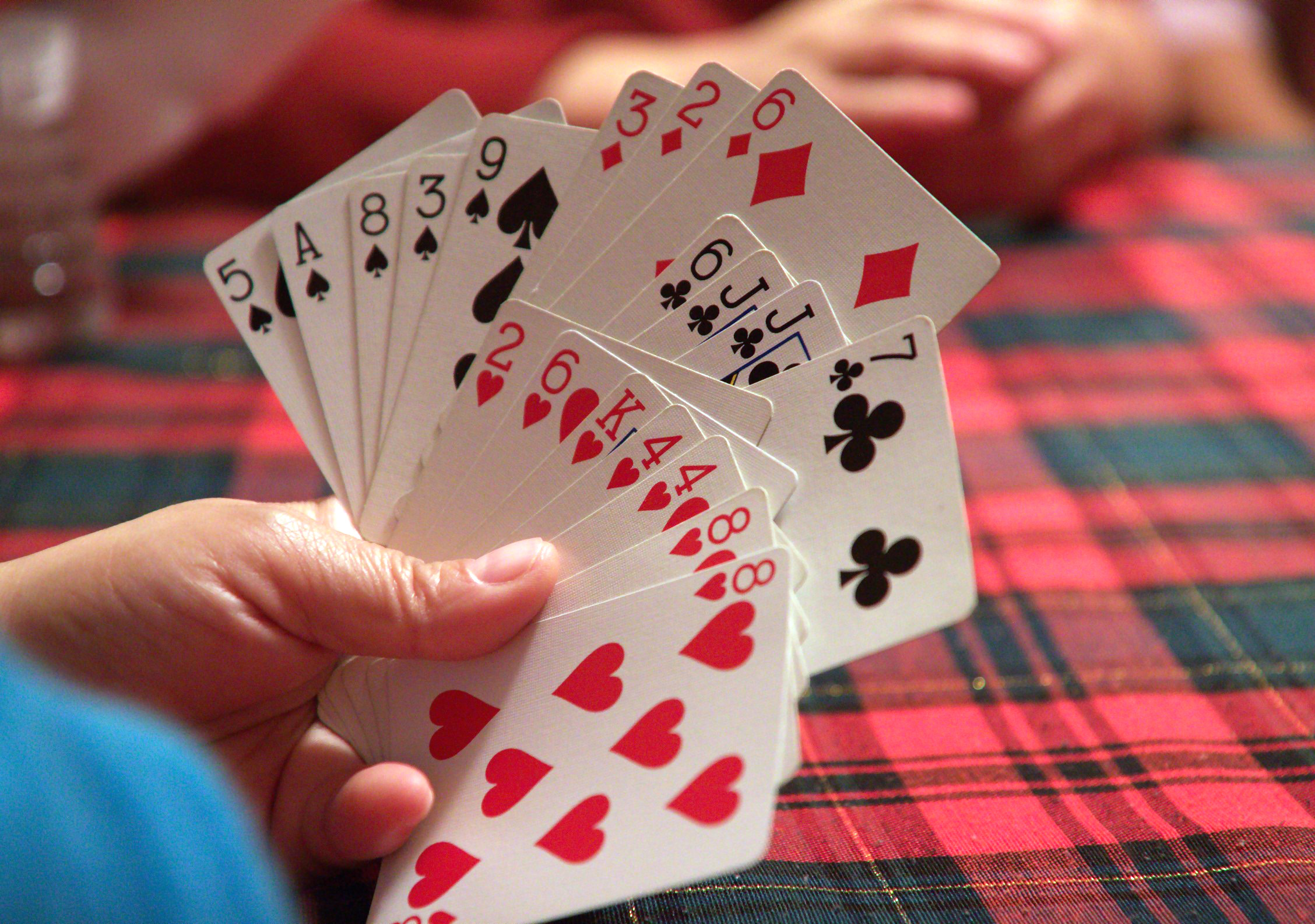
بلوف (بازی)

بازی بلوف، یک بازی دسته‌جمعی با ورق است. این بازی را می‌توان با یک یا چند دست ورق با یا بدون جوکر بازی کرد، اما بهتر است برای تعداد زیادی از افراد از دست‌های بیشتری استفاده کرد. هدف در این بازی، تمام کردن کارت‌های درون دست است.

## قوانین بازی
این بازی را می‌توان به شیوه‌های مختلف (از جمله افزایش دادن مقدار کارت) انجام داد، اما شیوه رایج در ایران، بیشتر شبیه نسخه کانادایی و اسپانیایی بازی است. برای شروع بازی تمام کارت‌های بازی را تا حد امکان به صورت مساوی بین افراد تقسیم می‌کنیم. سپس نفر اول یک یا چند کارت از دستش به پشت روی زمین می‌اندازد و ادعا می‌کند تمام این کارت‌ها این مقدار را دارند. (برای مثال ۲ کارت شاه یا مثلا ۶ کارت ۵) این ادعا ممکن است راست یا دروغ باشند. نفر بعد می‌تواند یکی از این سه کار را انجام دهد:
1. یک یا چند کارت با همان مقدار نفر شروع‌کننده از دستش به بازی اضافه کند. (ممکن است راست باشد یا بلوف بزند و کارت‌های دیگری را استفاده کند)
2. پاس بدهد (هیچکاری نکند).
3. ادعای بلوف: ادعا کند آخرین فردی که برگ یا برگ‌هایی روی برگ‌های وسط بازی گذاشته است، بلوف زده است.

در صورتیکه یکی از دو کار اول انجام شود، نوبت به نفر بعدی می‌رسد و نفر بعدی هم یکی از آن سه انتخاب را خواهد داشت. این کار به قدری ادامه پیدا می‌کند تا یک نفر ادعای بلوف کند یا از آخرین نفری که برگ اضافه کرده است، تمامی افراد (شامل خودش) پشت سرهم پاس دهند. در صورتیکه بازیکنان یک دور کامل پاس بدهند، برگ‌های وسط بازی از بازی خارج می‌شوند و آخرین فردی که ورقی روی زمین گذاشته است، بازی را با هر ورقی که دوست دارد مطابق ابتدای بازی، آغاز می‌کند.
درصورتیکه فردی ادعای بلوف کند، فقط برگه‌های رویی مطابق با آخرین ادعا رو می‌شوند. فرض کنید نفر B ادعا می‌کند آخرین برگه‌ها بلوف هستند. برای مثال، آخرین برگه‌ها سه ورق از نفر A هستند که ادعا کرده سه عدد تک (آس) هستند. بعد از رو شدن این سه ورق، اگر هر سه ورق تک بودند، نفر B به علت حدس اشتباهش تمامی کارت‌های روی زمین را به عنوان جریمه برمی‌دارد و بازی را نفر A با هر مقداری که دوست دارد، آغاز می‌کند. اگر حتی یکی از این سه ورق، تک نبود، نفر A بلوف زده است و باید همه کارت‌های روی زمین را بردارد و نفر B بازی را با برگ‌های دلخواه شروع کند.
- اگر بازیکنی پاس دهد می‌تواند در دورهای بعدی همان مقدار، باز هم شرکت کند. مثلا ممکن است بازیکنان با وجود داشتن ورق مورد نیاز، ریسک کنند و دیرتر ورق‌های خود را بیندازند تا نفر آخر خودشان شوند و ورق جدید را خودشان آغاز کنند.
- بازیکنان نمی‌توانند بلوف‌های قبلی بازیکنان را بررسی کنند. هر بازیکن فقط می‌تواند آخرین برگ‌های بازی شده را بررسی کند. برای مثال فردی که ورق انداخته است تا موقعی که افراد بعد از او پاس می‌دهند ممکن است ورق‌هایش توسط بازیکنی که نوبتش است بررسی شود. اما به محض اینکه فردی ورقی روی ورق‌هایش انداخت، دیگر کارت‌هایش قابل بررسی نیستند.
- هر بازیکن فقط در نوبت خودش می‌تواند ادعای بلوف کند.
- با توجه به اهمیت قرار گرفتن جای بازیکنان، بهتر است پس از هر دست جای بازیکنان تا حدی با هم عوض شود.

## اضافه کردن جوکر
اضافه کردن جوکر می‌تواند جذابیت این بازی را دوچندان کند. جوکر در این بازی به عنوان کارت وحشی اضافه می‌شود و می‌تواند بجای هر کارتی محاسبه شود. برای مثال فردی به درستی ادعا می‌کند ۱۰ سرباز بازی کرده است (و ۸ سرباز و دو جوکر بازی می‌کند). تعداد جوکرهای اضافه شده به بازی مانند تعداد دست‌های ورق توافقی است. دقت کنید که نمی‌توان دست را با ادعای جوکر شروع کنید. مثلا نمی‌توانید یک کارت بیندازید و بگویید یک جوکر.

## اتمام بازی
هرگاه فردی تمام کارت‌های باقی‌مانده‌اش را به روی زمین بیندازد و در صورت ادعای بلوف توسط بازیکن دیگر، درستی برگ‌های نهاییش ثابت شود، برنده بازی می‌شود. بازی را می‌توان در همین نقطه به پایان رساند یا برای نفرات دوم تا آخر، بازی را ادامه داد.